# 20024 Mayremartinez
A 20024 Mayremartinez (ideiglenes jelöléssel 1992 BT2) a Naprendszer kisbolygóövében található aszteroida. Eric Walter Elst fedezte fel 1992. január 30-án.